# Magelhaenaalscholver
De Magelhaenaalscholver (Leucocarbo magellanicus) is een aalscholver uit de orde van de Suliformes.

## Verspreiding en leefgebied
Hij leeft voor de zuidelijke kusten van Zuid-Amerika. Broeden gebeurt voor de kust van Chili, aan de Kaap Hoorn en op de Falklandeilanden. Tijdens de winter is hij ook noordelijker te vinden.

## Voortplanting
Net als andere aalscholvers, broeden zij op kliffen en rotsen voor de kust in grote kolonies van soms 400 dieren. Ze leggen jaarlijks drie tot vijf eieren.